# Fussballclub Liefering
Il Fussballclub Liefering, noto come Liefering, è una società calcistica austriaca di Salisburgo.
Dalla stagione 2013-2014 disputa il campionato di Erste Liga, la seconda divisione del campionato austriaco di calcio.

## Storia
Il club fu fondato il 20 maggio 1947 col nome di Turn- und Sportunion Anif ed aveva sede nella cittadina omonima, nel Salisburghese. La sezione calcistica venne creata nella primavera 1948 e militò lungamente nelle divisioni minori della Salzburger Fussballverband. Solo nel 1965 venne promossa per la prima volta in 1. Landesliga.
Nella stagione 1977-1978, l'Anif vinse il campionato di Alpenliga, ottenendo la promozione in 2. Division e debuttando così nel calcio professionistico. Nel 1978-1979 il club riuscì ad ottenere appena 2 vittorie e 4 pareggi nelle 30 partite di campionato, retrocedendo nuovamente in Regionalliga. Furono 14 le sconfitte consecutive di quella stagione, un primato negativo ineguagliato nei tornei di Erste Liga. Solo il Vorwärts Steyr nel 1999-2000 totalizzò un numero inferiore di punti finali in classifica (4), ma in quel caso la squadra era stata esclusa dal campionato durante la pausa invernale.
Negli anni successivi, l'Union Sportklub Anif militò nei tornei regionali salisburghesi ed in Regionalliga. Nell'estate 2012, precisamente il 28 giugno, la società divenne proprietà della Red Bull e venne trasferita da Anif a Salisburgo, nel quartiere di Liefering, da cui l'attuale denominazione di Fussballclub Liefering. Ad Anif venne fondata una nuova squadra, che venne poi unita in spielgemeinschaft con la squadra riserve del Salisburgo nell'Anif/Salisburgo II, che disputa il campionato di Regionalliga. L'acquisizione fu decisa per aggirare il divieto, imposto nel 2010 dalla Österreichische Fußball-Bundesliga, alle squadre riserva di disputare i tornei professionistici. Avendo perso la possibilità d'iscrivere il Salisburgo II alla Erste Liga, i vertici della Red Bull decisero di acquisire una nuova società che, essendo ufficialmente indipendente, potesse disputare il campionato cadetto. Nella stagione d'esordio (2012-2013) il Liefering ha vinto il campionato di Regionalliga West, qualificandosi per lo spareggio-promozione contro il LASK Linz. Vittorioso per 2-0 in trasferta e per 3-0 in casa, il club bianco-rosso ha ottenuto la promozione in Erste Liga alla prima stagione sotto le insegne della Red Bull.
La federazione austriaca, in ogni caso, ha escluso il Liefering dalla ÖFB-Cup 2013-2014 in quanto ha riscontrato l'evidenza del legame col Salisburgo. La licenza professionistica per il campionato di Erste Liga è comunque stata concessa.

## Stadio
Per la stagione 2013-2014 il Liefering disputa le partite casalinghe allo Stadion Wals-Siezenheim, capace di 30 188 posti. L'impianto viene, contemporaneamente, utilizzato dal Salisburgo per le proprie gare interne.Successivamente si è spostato nel comune di Grödig, limitrofo a Salisburgo, nella ristrutturata Untersberg Arena.
Il vecchio Anif giocava le partite casalinghe nella piccola Sportanlage Anif, capace di 1 000 spettatori.

## Palmarès

### Competizioni nazionali
- Campionato di Alpenliga: 1

1977-1978
- Campionato di Regionalliga: 2

2012-2013, 2017-2018

### Competizioni regionali
- Campionato di 2. Klasse: 1

1949-1950
- Campionato di 1. Klasse: 2

1964-1965, 1973-1974
- SFV-Cup: 1

1977-1978
- Campionato di 1. Landesliga: 4

1988-1989, 1992-1993, 2002-2003, 2006-2007

### Altri piazzamenti
- Erste Liga:

Secondo posto: 2014-2015, 2020-2021
Terzo posto: 2013-2014, 2019-2020

## Rosa 2024-2025
Aggiornata al 12 agosto 2024.
| N. |                    | Ruolo | Calciatore            |
| -- | ------------------ | ----- | --------------------- |
| 2  | Austria (bandiera) | D     | Matteo Schablas       |
| 4  | Austria (bandiera) | D     | Jannick Schuster      |
| 5  | Svezia (bandiera)  | D     | John Mellberg         |
| 6  | Angola (bandiera)  | D     | Elione Fernandes Neto |
| 7  | Mali (bandiera)    | C     | Soumaïla Diabaté      |
| 8  | Austria (bandiera) | C     | Tim Paumgartner       |
| 9  | Austria (bandiera) | A     | Luka Reischl          |
| 10 | Austria (bandiera) | C     | Zeteny Jano           |
| 14 | Austria (bandiera) | D     | Valentin Zabransky    |
| 15 | Spagna (bandiera)  | A     | Alexander Murillo     |
| 17 | Austria (bandiera) | C     | Quirin Rackl          |
| 18 | Austria (bandiera) | C     | Dominik Lechner       |
| 19 | Austria (bandiera) | C     | Marcel Moswitzer      |
| 20 | Austria (bandiera) | D     | Gaoussou Diakité      |

| N. |                     | Ruolo | Calciatore                |
| -- | ------------------- | ----- | ------------------------- |
| 21 | Croazia (bandiera)  | C     | Oliver Lukic              |
| 22 | Austria (bandiera)  | C     | Marko Brandt              |
| 27 | Austria (bandiera)  | C     | Rüstü Erdogan             |
| 28 | Italia (bandiera)   | A     | Nicolò Turco              |
| 29 | Austria (bandiera)  | C     | Valentin Sulzbacher       |
| 30 | Austria (bandiera)  | P     | Salko Hamzić              |
| 31 | Austria (bandiera)  | P     | Valentin Oelz             |
| 37 | Austria (bandiera)  | C     | Tim Trummer               |
| 38 | Germania (bandiera) | D     | Oghenetejiri Adejenughure |
| 39 | Croazia (bandiera)  | D     | Rocco Žiković             |
| 41 | Austria (bandiera)  | P     | Christian Zawieschitzky   |
| 43 | Germania (bandiera) | A     | Enrique Aguilar           |
| 44 | Slovenia (bandiera) | A     | Kristjan Bendra           |
| 45 | Italia (bandiera)   | C     | Alessandro Ciardi         |

## Rose stagioni passate
- 2014-2015